# Jean-Pierre Brustier
Pour les articles homonymes, voir Brustier.
Jean-Pierre Brustier, né à Toulouse (Haute-Garonne) est un artiste français.

## Biographie
Jean-Pierre Bustier a des ancêtres métropolitains du côté maternel et guadeloupéens du côté de son père.

## Œuvre
L'œuvre de Jean-Pierre Brustier est figurative et peut être décrite comme étant une exploration de ce qu'il nomme « la mystérieuse unité du vivant ».
Pour le New York Arts Magazine de janvier/février 2008, à l'occasion d'une exposition groupée intitulée Color Coordinated, il explique son travail comme étant une recherche de liens entre les "essentiels" de l'existence.
Dans son œuvre, les thèmes des liens, des portes et des masques prédominent.
L'on peut dire de cet artiste que son travail est à l'image de sa vie. Son métissage biologique ayant inscrit au cœur même de son existence la notion de "complexité" du vivant, il revendique la pluralité de ses appartenances raciales et culturelles. Cultures marginales des banlieues toulousaines (le Mirail) où il a grandi, cultures socialement intégrées et valorisées, cultures "blanche et noires", le "Matériel" et le "Spirituel", etc.
Jean-Pierre Brustier connaît un succès montant. Les auteurs et galeristes californiens Despina et Thomes Tunberg, directeurs du centre artistique de Santa Barbara OMMA Centre of Contemporary Art  et promoteurs de la publication annuelle International Contemporary Masters l'incluent dans l'édition 2009.

## Expositions
(Quelques-unes)

### 2008
- International Fair of Art of Innsbruck, Autriche (exposition collective)
- 'Open Art Fair of Utrecht, Pays-Bas (exposition collective)
- Galerie Gaùdi, Madrid, Espagne (exposition personnelle)

### 2007
- Exposition aux Bermudes, Bermudes, Carol Hontz New York curator (exposition personnelle)
- Broadway Gallery, New York, États-Unis (exposition de groupe)
- Scope Miami Fair[1], Miami, Floride, États-Unis  http://www.nyartsmagazine.com/scope/show.php#id=28&num=1

### 2006
- Musée National de Tianjin, Chine

### 2005
- Salon des Artistes Français
- Galerie Thuillier, Paris (3e), France (exposition personnelle)

### 2004
- Salon d'Automne de Paris
- Galerie la Mirondela dels arts, Pezenas (Hérault), France